# Hibiki (lớp tàu giám sát đại dương)
Tàu giám sát đại dương lớp Hibiki (Tiếng Nhật: ひびき型音響測定艦) là một lớp tàu giám sát thuộc Lực lượng Phòng vệ trên biển Nhật Bản (JMSDF).  Các tàu lớp Hibiki sở hữu hai đáy và phần thân tàu được đặt tách biệt hoàn toàn khỏi mặt nước (SWATH). Tàu được đặt theo tên một tàu khu trục hạng nhất của Hải quân Đế quốc Nhật Bản thời Chiến tranh thế giới thứ hai. Trong tiếng Nhật, Hibiki có nghĩa là "tiếng vang".

## Lịch sử phát triển
Về mặt chiến lược, các hòn đảo bao phủ một vùng biển rộng lớn của Nhật Bản là một chướng ngại vật. Xung quanh các vùng biển gần của Nhật Bản có nhiều “nút thắt cổ chai” đặc biệt quan trọng cho phép tàu, thuyền của các quốc gia khác tiếp cận biển Thái Bình Dương. Kiểm soát các eo biển quan trọng này là một trong những chính sách ưu tiên hàng đầu của Nhật Bản.
Trong thập niên 1980, Hải quân Liên Xô đã cho ra đời ra những chiếc tàu ngầm có độ ồn tiêu chuẩn mới- tàu ngầm lớp Kilo, được cho là “sát thủ dưới đại dương”, có độ yên tĩnh đến mức NATO gọi là “hố đen”. Những chiếc tàu ngầm động cơ điện-diesel này được phủ lớp vật liệu (hay còn gọi là lớp ngói) chống dội âm nên đã làm giảm đáng kể tiếng ồn của chúng.
Năm 1988, đã có ít nhất 7 tàu ngầm lớp Kilo hoạt động trong khu vực “sân sau” của Nhật Bản. Những chiếc tàu ngầm tàng hình này đã đe dọa đến các tuyến đường giao thông kinh tế huyết mạch của Nhật Bản. Ngoài ra, giáp biên giới trên biển phía bắc của Nhật Bản là biển Okhotsk, nơi có căn cứ của các tàu ngầm mang tên lửa đạn đạo của Liên Xô.
Nhằm đối phó với các tàu ngầm có "độ yên tĩnh" ngày càng cao của Hải quân Liên Xô trong những năm 1980, Cục Phòng vệ Nhật Bản (nay là Bộ Quốc phòng) đã công bố kế hoạch phát triển phát triển tàu giám sát đại dương lớp Hibiki vào năm 1989. Mặc dù khó bị phát hiện bởi các tàu tuần tra chống ngầm hải quân tiêu chuẩn, nhưng những “sát thủ dưới đại dương” vẫn dễ bị tổn thương bởi mạng lưới giám sát của Mỹ và Nhật Bản như hệ thống giám sát cảm biến của tàu Hibiki.
Các tàu JS Hibiki và JS Harima thường hoạt động ngoài căn cứ hải quân Kure, Hiroshima, dưới quyền chỉ huy của Cục Hải dương học. JMSDF chỉ phân loại các tàu lớp Hibiki là tàu đo lường cảm biến âm thanh, nhưng tên tiếng Anh chính thức của nó là Tàu giám sát đại dương.
Cả ba tàu thuộc lớp này đều được đóng bởi Nhà máy đóng tàu Tamano thuộc Mitsui Engineering & Shipbuilding. Hai chiếc đầu tiên, JS Hibiki (AOS 5201) và JS Harima (AOS 5202), đã phục vụ trong lực lượng JMSDF lần lượt từ năm 1991 và 1992. Tàu thứ ba, JS Aki (ASO 5203), được đưa vào hoạt động năm 2021. Chi phí đóng mới các tàu lớp Hibiki trị giá khoảng 164 triệu dollar (chi phí tàu JS Aki). Mỹ và Nhật Bản cùng phân bổ chi phí vận hành các tàu Hibiki, khoảng 20 triệu dollar mỗi năm.

## Tính năng

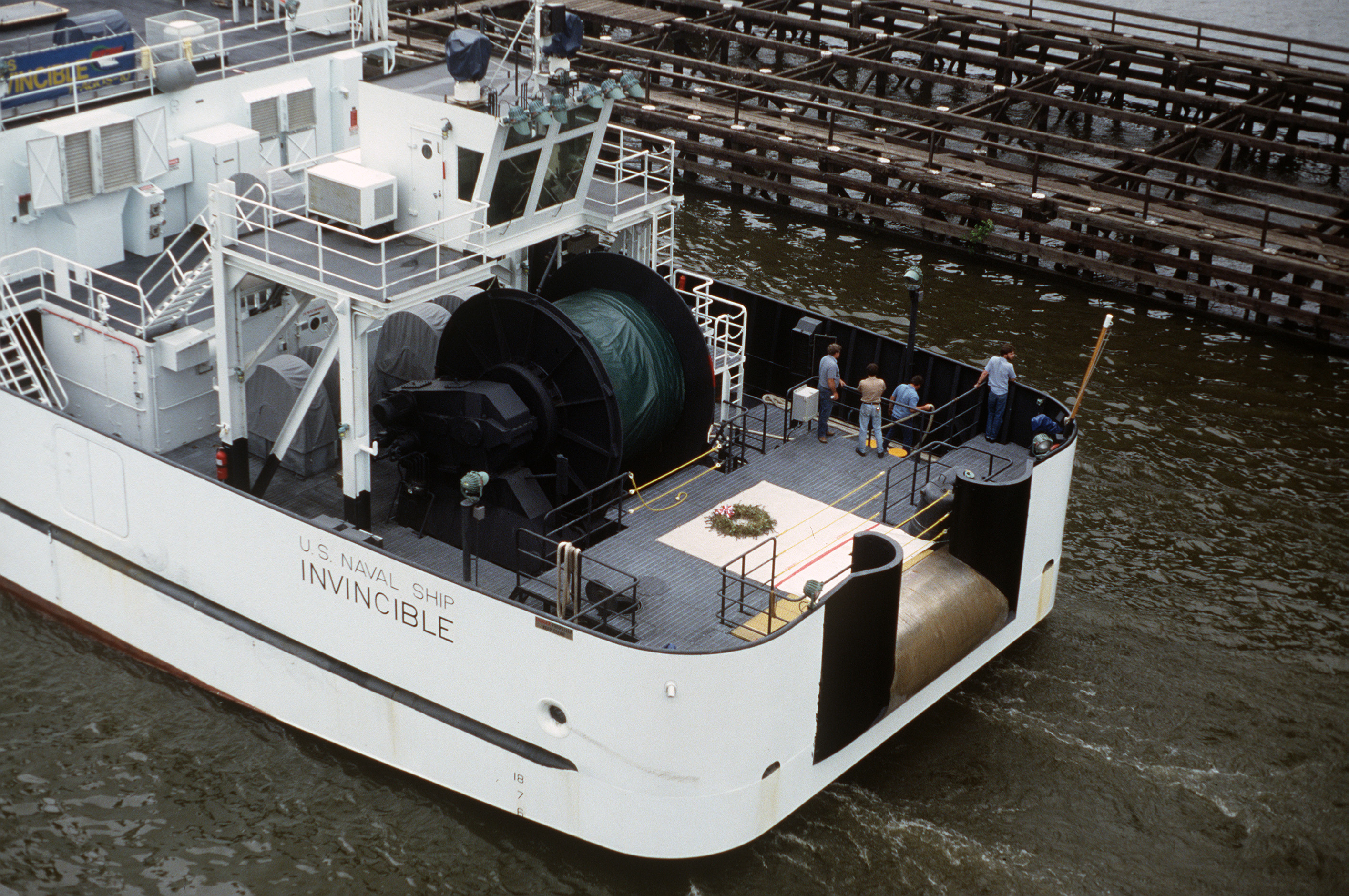
Hệ thống cảm biến giám sát AN/UQQ-2 (SURTASS) trên tàu USNS Invincible, Hải quân Liên bang Mỹ, năm 1987.

Không trang bị vũ khí, Hibiki trông giống như các tàu khảo sát hơn là tàu chiến. Tàu được trang bị hệ thống cảm biến giám sát AN/UQQ-2 (SURTASS) do Mỹ sản xuất. Dữ liệu từ các cảm biến được sẽ chuyển tiếp qua Hệ thống Liên lạc Vệ tinh Quốc phòng (DSCS), tại đây dữ liệu sẽ được JMSDF phân tích, xử lý và chia sẻ với Mỹ. Dữ liệu sau đó được đưa vào Hệ thống giám sát dưới biển tích hợp. Những chiếc tàu này có thể hoạt động một mình và đứng xa khỏi các tuyến hàng hải tấp nập, các hệ thống cảm biến, giám sát có thể triển khai hàng tháng trời để phát hiện hoạt động của lực lượng hải quân tầm xa của các nước.
Giống các tàu giám sát lớp Victorious của Mỹ, Hibiki sở hữu hai đáy và phần thân tàu được đặt tách biệt hoàn toàn khỏi mặt nước (SWATH). Thiết kế đặc biệt này giảm thiểu tối đa ảnh hưởng của sóng lên tính năng tàu, nhất là cho phép chúng di chuyển ở tốc độ cao với động cơ công suất thấp cũng như tăng diện tích bên trong lòng tàu để chở hàng. Tuy nhiên, điểm khác giữa Hibiki với các tàu lớp Victorious của Mỹ là ở phía sau Hibiki được bố trí một sàn đáp máy bay trực thăng, cho phép tàu tiếp nhận các chuyến bay tiếp tế trong các chuyến hành trình dài. Nhờ vào khả năng nhận tiếp tế hậu cần bằng máy bay trực thăng, tàu Hibiki có một ưu thế lớn hơn so với các tàu cùng loại của Mỹ. Ngoài ra, tàu cũng có thể tiếp nhận các trực thăng SH-60J/K để thực hiện nhiệm vụ chống ngầm.
Tàu có chiều dài 67m, lườn rộng lớn nhất 29,9m, mức mớm nước 7,5m. Thủy thủ đoàn 40 người, trong đó có 5 kỹ thuật viên dân sự của Hải quân Mỹ. Với bốn động cơ điện diesel Mitsubishi S6U-MPTK công suất 3.000 mã lực, tàu có thể di chuyển với tốc độ tối đa gần 20km/h, dự trữ hành trình khoảng 7.000km và có thể tuần tra liên tục trong 60 - 90 ngày.

## Danh sách

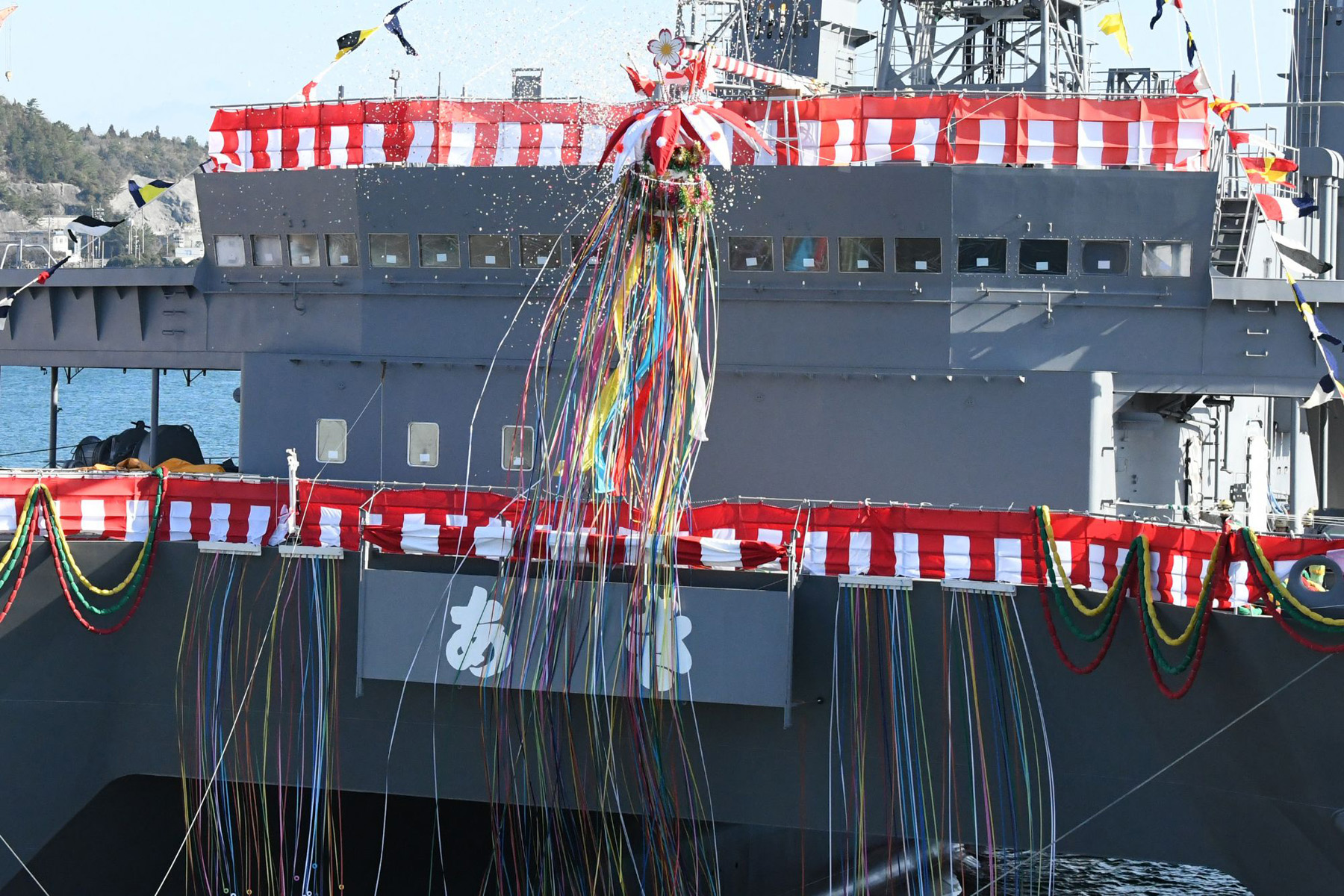
JS Aki (AOS-5203) trong lễ hạ thủy tại Nhà máy đóng tàu Tamano, tỉnh Okayama.

| Hình ảnh | Số hiệu  | Tên    | Đặt lườn             | Hạ thủy             | Hoạt động           | Cảng nhà |
| -------- | -------- | ------ | -------------------- | ------------------- | ------------------- | -------- |
|          | AOS-5201 | Hibiki | 28 tháng 11 năm 1989 | 27 tháng 7 năm 1990 | 30 tháng 1 năm 1991 | Kure     |
|          | AOS-5202 | Harima | 26 tháng 12 năm 1990 | 11 tháng 9 năm 1991 | 10 tháng 3 năm 1992 | Kure     |
|          | AOS-5203 | Aki    | Tháng 10 năm 2018    | 15 tháng 1 năm 2020 | 4 tháng 3 năm 2021  | Kure     |